# Бабушкина, Антонина Петровна
Антонина Петровна Бабушкина (1903—1947) — советский литературовед, литературный критик; заведующая кафедрой детской литературы и библиотечной работы с детьми Московского государственного библиотечного института, главный редактор журналов «Детская литература» и «Мурзилка».

## Биография
Сотрудница Наркомпроса РСФСР, заведующая кафедрой детской литературы и библиотечной работы с детьми Московского государственного библиотечного института, главный редактор журнала «Детская литература», редактор журнала «Мурзилка» с 1942 (№ 3—4) по 1946 (№ 11).
Как литературный критик Бабушкина Антонина Петровна использовала асевдонимы: «Б. А.», «Юрьева, А.».
Из Дневника Корнея Чуковского от 30 августа 1937 г.: «Я пошел <…> в Детиздат. Там паника, ничегонеделание, ожидание результатов ревизии ЦК. Видел Оболенскую: откровенно трепещет и за себя, и за Цыпина. Ревизия, производимая Бабушкиной, неблагоприятна для Цыпина. Бабушкина, говоря со мною в Ленинграде, указывала мне, что „Круг знаний“ есть книга жульническая, что статейки все понатасканы отсюда-оттуда — из „Известий“, из „Года 17-го“, из „Пионерской правды“ — и заплачено за них Цыпиным 50 тысяч авторских гонораров, а ещё 50 тысяч за такие статейки, которые ни к черту не годятся! 48 тысяч он заплатил за оформление книги, не считая гонораров художникам, платы за клише и т. д. У Бабушкиной одна установка: погубить Цыпина. По крайней мере мне так показалось в Ленинграде».
Была редактором журнала «Детская литература» (1932—1941). После Анны Грудской (1902—1937) в последние годы существования издания новым редактором «Детской литературы» стала Антонина Бабушкина, бывшая к тому времени библиотекарем и сотрудницей Народного комиссариата просвещения. Когда дошло дело до разоблачения «врагов народа» среди литераторов, она проявила не меньше рвения, чем Грудская и остальные сотрудники. В 1937 году Бабушкина радостно встретила новость о том, что Леопольд Авербах (1903—1937) и его коллеги из РАППа — «леваки» — разоблачены и ликвидированы, то есть расстреляны.
«Детская литература» в 1937 году напечатала статью, где повести для подростков о Гражданской войне, написанные Владимиром Матвеевым (1897—1939), были названы Бабушкиной «явно троцкистскими и клеветническими».
Книга А. П. Бабушкиной «История русской детской литературы» была опубликована посмертно в 1948 году. Об этой книге финский исследователь истории русской литературы Хеллман Бен пишет: «В обзоре дореволюционной детской литературы — от народной поэзии до 1917 года — мало писателей удостаивается её одобрения. Литература подразделяется на прогрессивную и реакционную, монархизм и религиозность оказываются повторяющимися недостатками дореволюционной литературы. Когда дело доходит до первого десятилетия XX века, Бабушкина почти полностью теряет интерес к предмету. Однако, несмотря на все упрощения и поверхностные характеристики, много десятков лет работа Бабушкиной оставалась основным текстом по истории дореволюционной литературы для детей».
При А. П. Бабушкиной в «Мурзилке» был напечатан «Бибигон» К. И. Чуковского. За это подверглась критике в ЦК ВЛКСМ.